# آرمیکس
آرمیکس (به فرانسوی: Armix) یک کمون در فرانسه با جمعیت ۲۰ نفر است که در Canton of Virieu-le-Grand واقع شده‌است.

## نگارخانه

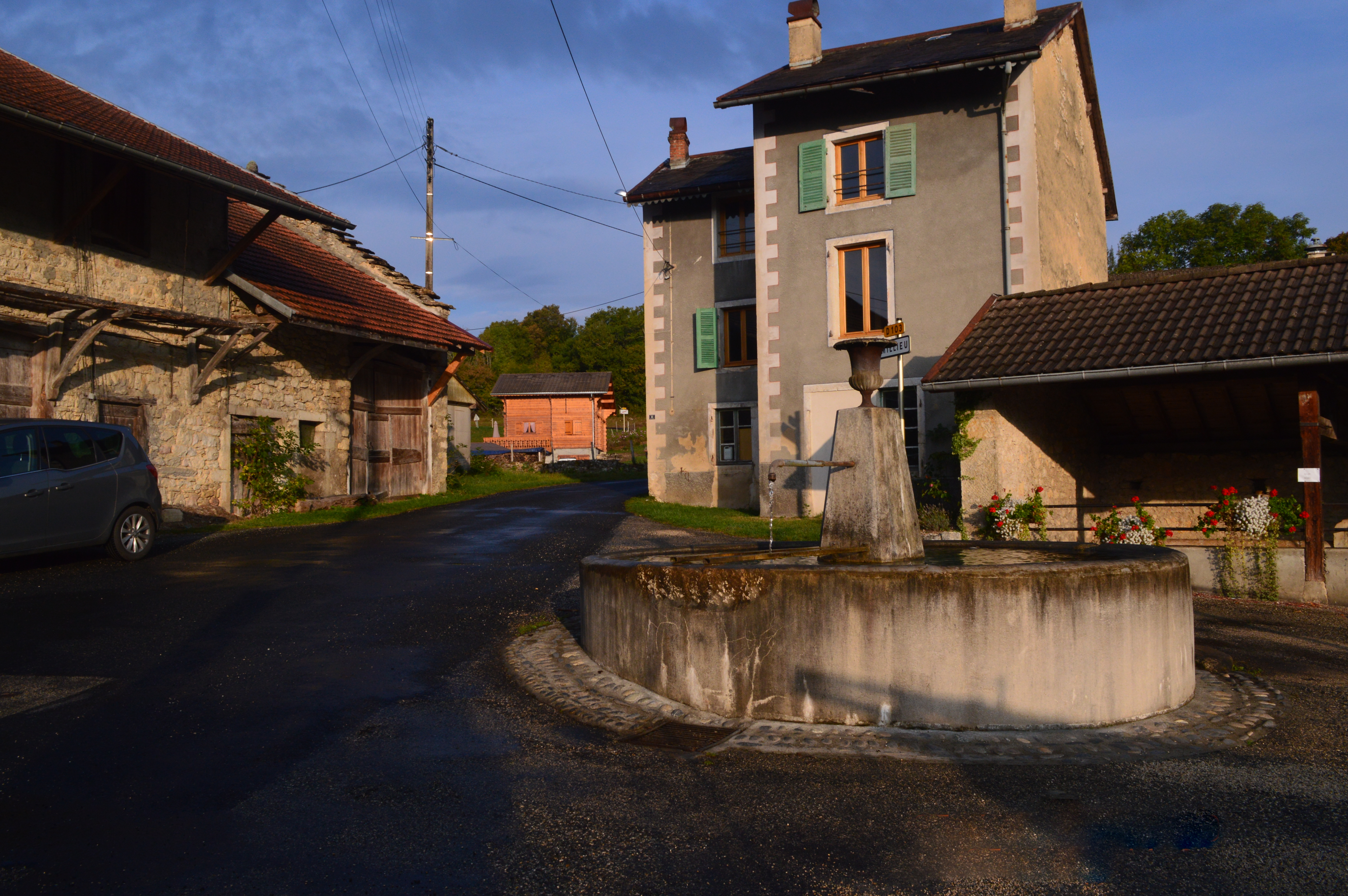
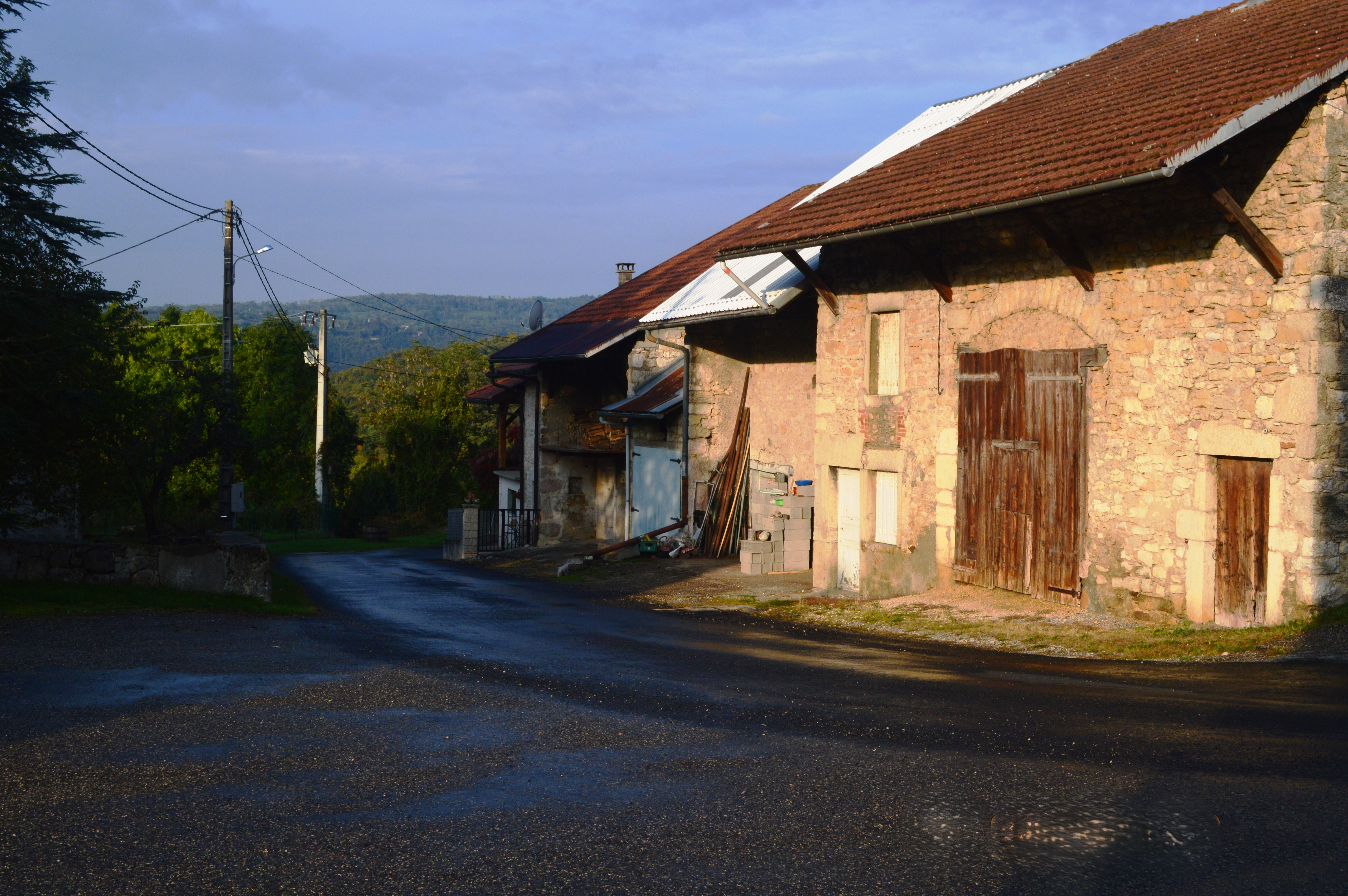
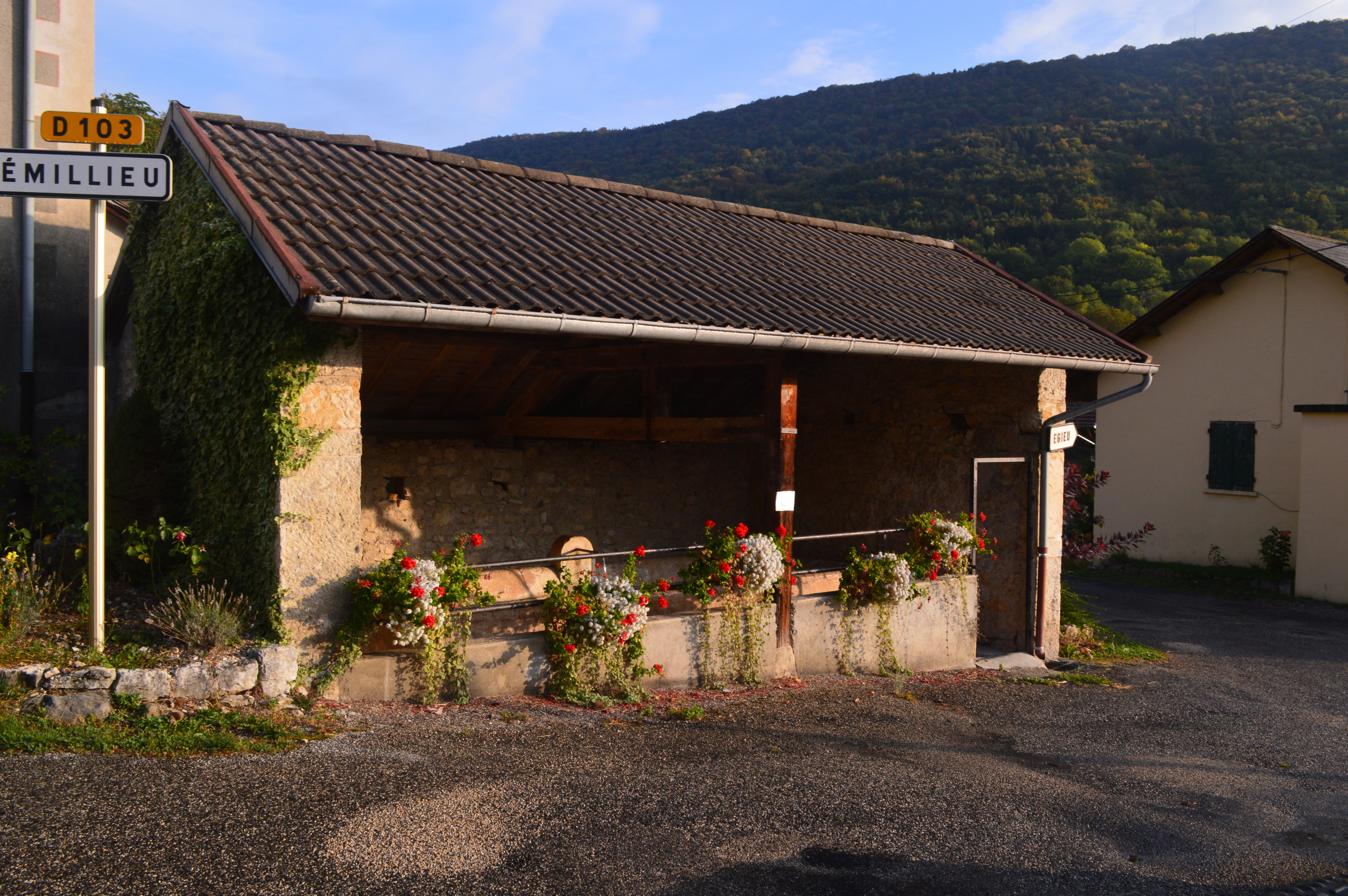
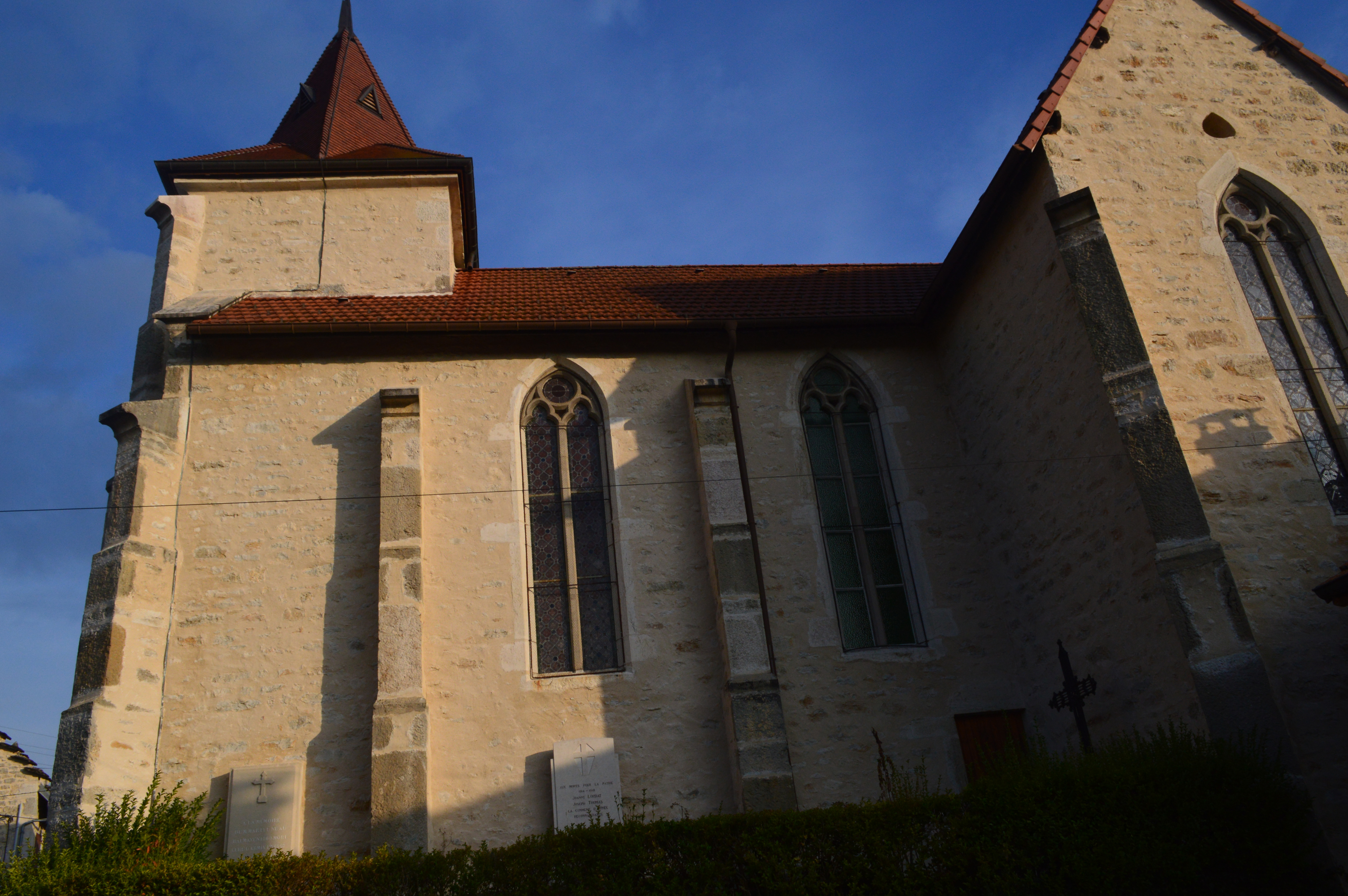